# Gunder Hägg
Gunder Hägg est un coureur suédois né le 31 décembre 1918 à Albacken dans le comté de Jämtland et mort le 27 novembre 2004 à Malmö. Il a battu de multiples records du monde de demi-fond dans les années 1940.

## Biographie
Le stade d’athlétisme de Gävle porte son nom depuis 2007 : Gunder Hägg-stadion.